# 任江平
任江平（1938年—），男，汉族，广东南海人，中华人民共和国政治人物。曾任民盟中央委员，民盟江苏省委副主委兼秘书长，中国天文学会理事。第八、九届全国政协委员。